# 高津商会
- 髙津商会[注 1]

株式会社髙津商会（こうずしょうかい）は、日本の映画及び演劇を中心とした小道具・美術装飾の企業である。日本映画の創成期から映画美術に関わる。高津装飾美術（たかつそうしょくびじゅつ）とは、祖を一にする関連会社である。

## データ
- 正式名称 : 株式会社髙津商会
- 所在地 : 京都府京都市右京区太秦桂ケ原町20番地
- 代表 : 高津博行（たかつ ひろゆき）

## 略歴・概要
1887年（明治30年）ころ、高津梅次郎が高津道具店という個人商店を開業した。場所は現在の京都市上京区一条通御前下ルで、1912年（明治45年）1月に横田商会の法華堂撮影所が店の前に建設されている。横田商会は同年9月に合併し、日活を設立、同撮影所は日活関西撮影所と改称し、翌1913年（大正2年）から同撮影所とのつきあいが始まっている。
1918年（大正7年）、日活関西撮影所が北区大将軍一条町に移転し、日活大将軍撮影所として開所、これを機に、同商店は本格的な映画用の小道具の貸出を開始した。同社ではこの年を創業年としている。
1921年（大正10年）6月に牧野省三が日活から独立し、牧野教育映画製作所を設立、受注が増える。1923年（大正12年）11月には同年9月の関東大震災のために東京の日活向島撮影所が閉鎖され、現代劇部が移転して来たため、現代劇の小道具の受注も始まる。同様に松竹キネマも松竹蒲田撮影所を閉鎖し、松竹下加茂撮影所を開所、同商店に小道具を発注した。1928年（昭和3年）には片岡千恵蔵プロダクション、嵐寛寿郎プロダクションを初めとしてスタープロダクションの設立が広がり、さらに受注先が増えた。
1931年（昭和6年）、一条通御前下ルから同西入ルに移転し、合資会社高津小道具店を設立する。
第二次世界大戦後の1951年（昭和26年）、株式会社高津商会へ改組する。同年は、東横映画が合併して東映となり、同社の撮影所が東映京都撮影所と改称した年である。
1980年（昭和55年）、本社を東映京都撮影所や松竹京都撮影所の至近である現在の右京区太秦に移転する。2003年（平成15年）3月、第26回日本アカデミー賞で協会特別賞を受賞する。